# 本木昌造
本木 昌造（もとき しょうぞう／もとぎ しょうぞう、文政7年6月9日〈1824年7月5日〉 - 1875年〈明治8年〉9月3日）は江戸幕府のオランダ（蘭）通詞、教育者であり、日本における活版印刷の先駆者として知られる。諱は永久（ながひさ）、幼名作之助または元吉。異表記に昌三、笑三（あるいは号とも〈曲田（1894）〉）、咲三。
通詞の家系へ養子に入り、幕府の通詞をする傍ら、西洋への興味から操船、造船、製鉄、活字製造などに関わった。明治維新後、職をなくした武士への授産施設として私塾を開き、そこの一事業であった活字製造は、のちに独立して「新街活版所」となり、門下生らによって東京築地活版製造所などへとつながった。私塾の関係者に築地活版の創設者であり石川島造船所の創設者でもある平野富二、横浜毎日新聞の創設者である陽其二がいる。

## 生涯
本木家系図
1. 本木庄太夫（栄久）
2. 本木仁太夫（良固）
3. 本木仁太夫（良永＝養子）
4. 本木庄左衛門（正栄）
5. 本木昌左衛門（久美）
6. 本木昌造（永久＝養子）
7. 本木小太郎

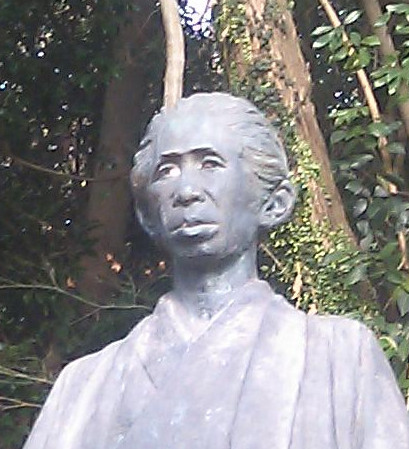
長崎公園の銅像

文政7年（1824年）、長崎に生まれる。生家は本木家の親戚である馬田家だが、馬田家の本家は阿蘭陀通詞の家柄で、昌造の生まれた馬田家の分家は長崎会所の吟味役を務めた。弟には広運館頭取で日本の缶詰製法の祖である松田雅典と、英語稽古所頭取を担い英和辞書を編纂し外務省で通訳を務めた柴田昌吉がいる。
11歳（天保5年〈1834年〉）の時、本木昌左衛門のもとへ養子に出される。本木家も平戸のポルトガル通詞に始まる阿蘭陀（オランダ）通詞の家系で、昌造の2代前の庄左衛門（正栄）は、英和や仏和の辞典を作っている。本木家へ行った後はオランダ語を学び、オランダ舶来の書物によく接して西洋の技術に強い関心を寄せた。父の職を襲ったのち、嘉永6年（1853年）にロシアの使節エフィム・プチャーチンが長崎へ来航し、翌安政元年（1854年）に下田に向かった件で、下田での条約交渉の通詞を担当した。11月に彼らの乗艦が嵐により破損すると、ロシア側との交渉を取り持ち、無事に建造せしめるなど、通訳以外の仕事へも強い関心を保っていた。
同年投獄される。嫌疑は蘭通弁書の印行のとが、英和辞書を印行しようとしたとが、他人の罪の身代わりなど定まらない。出獄して謹慎となった本木は、パンチ父型の製造などに取り組むが、技術の未熟や材料の不足もあって成功しなかった。万延元年（1860年）11月、飽浦の長崎製鉄所の御用係に任命され、イギリスより蒸気船を買い入れ、自ら船長となり文久元年（1861年）や元治元年（1864年）などに江戸などへ航海をした。後年の弟子平野富二は、機関士として同船することもあった。寸暇を見ては活版印刷を考え、また長崎版の印行に関係した（関与のほどは不明）。
本木は名義を借りて、長崎町版と呼ばれる『和英商賈対話集』（安政6年〈1859年〉）、『蕃語小引』（万延元年〈1860年〉）を印行している。前者は欧文が鋳造活字、さらに和文を整版で併せたもので、後者は和文欧文ともに鋳造されたものであった。それ以前、嘉永4年（1851年）に流し込み活字を作り、「蘭和通辯の事を記せし一書」を印刷したと伝えられるが、これは『蘭和通辯（弁）』を印刷したものともされ、あるいは訛伝で長崎町版の一書を指すともいわれる。
1869年、長崎製鉄所付属の活版伝習所を設立し、同年グイド・フルベッキの斡旋で美華書館のウィリアム・ギャンブル（ガンブル、姜別利，Gamble, William）から活版印刷のために活字鋳造および組版の講習を受けた。この時、美華書館から5種程度の活字も持ち込まれた。川田久長『活版印刷史—日本活版印刷史の研究』（1949年）ではこの伝習は1869年6月のこととするが、小宮山博史「明朝体、日本への伝播と改刻」（『本と活字の歴史事典』、2000年）では11月から翌3月までとする。
1870年、同所を辞し、吉村家宅地（ただし吉村家屋敷を長州藩の者がたびたび使用したため萩屋敷ともいったという）、もしくは長州藩屋敷に武士への授産施設や普通教育の施設として新街新塾を設立する（ただし陽其二が設立したものを引き受けたとの異説がある）。この塾の経営で負債がたまり、解消の一助に新街活版製造所を設立した。ギャンブルの活字にはひらがなはなく新たに開発する必要があった。その版下は池田香稚に依頼されたものであった（この字を「和様」と呼ぶことがある）。同年、小幡正蔵、酒井三蔵、谷口黙次を送って大阪に支所を作り（後の大阪活版所）、1872年、小幡と平野を東京に派遣し長崎新塾出張活版製造所を設立させた（後の東京築地活版製造所〈築地活版〉）。本木は新塾の経営が苦しくなると、製鉄所での業績回復の実績のあった平野に活版製造所の経営を任せ、平野はみるみるうちに業績を回復した。また陽を神奈川に送り、横浜毎日新聞を創刊させたり、池田らとともに長崎新聞を創刊したりした。
1872年、学制が施行されるが、それに従わず、県からの圧力で1874年ごろに新街新塾を閉鎖させられる。1875年から病床につく回数が増え、夏に京都へ旅に出た後病状は悪化し、9月3日、死去。彼には一子小太郎があったが、彼の没後平野の後見するところとなった。本木のほかにも、大鳥圭介や島霞谷、日本初の電胎母型による活字を製造した三代目木村嘉平など、さまざまな人が自身での日本語の活字開発に取り組み、ある者は一定の成果を得、ある者は中途に挫折するが、結局は、本木らによりギャンブルから伝来された西洋式活版術が市場を覇していくことになる。
墓は長崎市の大光寺後山の本木家墓域内にあり、1985年に長崎市の文化財に指定されている。1912年（明治45年）2月26日、従五位を追贈された。

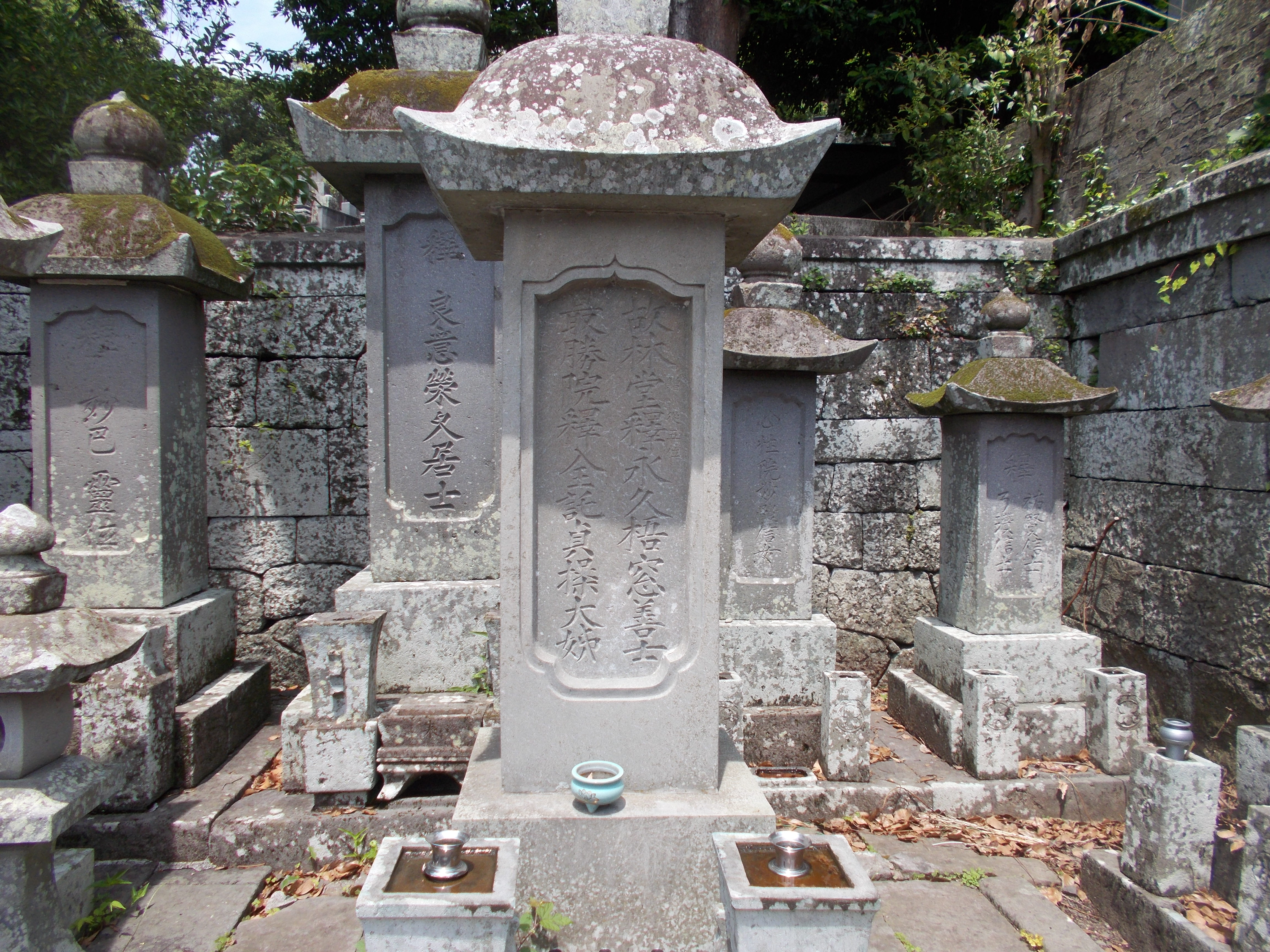
長崎市加治屋町の大光寺にある本木昌造の墓（長崎市指定史跡）

## 「本木」の読み
本木の発音については、「もとき」と「もとぎ」の二通りある。
昌造の没後1877年に平野富二が発行した活字見本帳『BOOK OF SPECIMENS MOTOGI & HIRANO Tsukiji Tokio Japan』では「もとぎ」を採った。これは三代本木良永・四代本木正栄が自筆欧文サインに「Motogi」を使うなど、本木家祖先の表記が「もとぎ」であることによると考えられる。1877年の見本帳以降、日本国内の印刷関連出版物では「Motogi／もとぎ」とするものが多い。
一方、1903年12月に文部省が発行した国定教科書『高等小學讀本』巻之七「第二課 わが国の活版印刷術の起原」では「本木昌造」の名に、当時教科書に採用されていた棒引き仮名遣いで「もときしょーぞー」と読み仮名を振った。「もとき」の読みは教科書の読み仮名により世間一般に広まった。
昌造自身は「もとき」と名乗っていた。1855年9月30日付の書簡に「Motoki Shiozo」という自筆欧文サインが残っている。東京大学史料編纂所が所蔵する「オランダ商館文書」のマイクロフィルム資料No.6998-1-119-5.のうちフィルムナンバー191a.に収められている。このマイクロフィルム資料にはMotokiを「M. K.」と略した昌造のサインもある。

## 号数活字の大きさは鯨尺によるものか
号数活字の大小の関係は、初号-二号-五号-八号、一号-四号-七号、三号-六号の三系統に分かれるが、これらの系統には相互の倍数関係がなく、理由もはっきりしていなかった。そこで、その制定をめぐってさまざまな解釈がなされてきた。例えば築地活版によるスモールパイカを基準にしたという説、三谷幸吉による鯨尺基準説、小宮山博史らによる輸入説である。
築地活版は、この号数活字の大きさの由来を明らかにしてこなかったが、明治末期にポイント活字を普及させようとするころにいたって、「欧米ではパイカ (pica = 12ポイント) サイズが主流だが、日本字には大きすぎるため、一回り小さいスモール・パイカ (small pica = 11ポイント) サイズを五号として、それを基準に、本木は整然とした倍数関係を作りあげたが、複製したり、各社で混乱したりしていくうちに崩れた」との旨発表し、その説明がひろく受け入れられていた。しかし三谷幸吉が『本木昌造平野富二詳伝』（本木昌造平野富二詳伝頒布刊行会、1933年）で「本木の自筆記事によれば、鯨尺の一分を基準に、2厘5毛乃至5厘の間隔で大きさを定めたのである」との旨著し、「外国の基準に由ったのではない」とすると、日本独自の測り方によっているということやその検証から、疑問を持つ者はあっても多くの印刷史の研究書や規格に援用された（JIS Z 8305など）。しかし小宮山博史は「導入期明朝体活字稿」（『タイポグラフィックス・ティ』138号、日本タイポグラフィ協会、1991年）などの論考で、美華書館の活字との比較検討から美華書館の活字をそのままいれ、その後整備されて今の形になったと結論付け、三谷の説に賛同するものは減っていった。ただし号数活字はフルニエ・ポイントに従うものだ、という小宮山説には、美華書館がポイントシステムを導入していた証拠はないとする異論も見られる。

## 参照
1. 1 2  長崎ちゃんぽん・皿うどんのみろくや 第462号【幕末～明治を生きた馬田兄弟（本木・松田・柴田）】
2. 1 2  『図説 本の歴史』河出書房新社、2011年7月30日、95頁。ISBN 978-4-309-76169-5。
3. ↑  長崎市 | 本木昌造の墓
4. ↑  田尻佐 編『贈位諸賢伝 増補版 上』（近藤出版社、1975年）特旨贈位年表 p.30
5. ↑  板倉雅宣「本木昌造の呼称」『タイポグラフィ論攷』13ページ
6. 1 2  板倉雅宣「本木昌造の呼称」『タイポグラフィ論攷』12ページ
7. ↑  small pica - Free Online Dictionary, Thesaurus and Encyclopedia